# Chinese Katholieke Patriottische Vereniging
De Chinese Katholieke Patriottische Vereniging (CKPV), die ook wel Patriottische Vereniging van Chinese Katholieken genoemd wordt, is de associatie waarin een groot deel van de aanhangers van het katholicisme in de Volksrepubliek China verenigd (moeten) zijn. De CKPV staat onder controle van het communistische regime in Peking. In feite is de CKPV een katholieke staatskerk onder het departement voor de godsdiensten binnen de communistische Partij. De algehele controle van de communisten over de Chinese katholieken kwam tot stand na 1951. In 1957 werd de CKPV officieel opgericht. Thans wordt het aantal gelovigen dat zij organiseert geschat op ongeveer vier miljoen.

## Algemeen
Onmiddellijk na de oprichting van de CKPV in 1957 werden de talrijke katholieke bisschoppen van China die zich onder de autoriteit van de communisten en dus binnen de CKPV plaatsten door Paus Pius XII geëxcommuniceerd op grond van schisma en collaboratie met het communisme. De Patriottische Vereniging erkent de pauselijke autoriteit over de katholieken van China niet en belijdt, dat de regering soevereiniteit heeft - ook op religieus vlak. De paus wordt hoogstens aanvaard als geestelijk leider; niettemin zegt men tijdens het hooggebed ook in China "in gemeenschap met onze paus [N.]". Overigens erkennen de meeste staatskatholieken de Heilige Stoel wel, maar kunnen dit slechts innerlijk belijden. Sinds 1957 bevindt de CKPV zich in een formeel schisma ten opzichte van de Rooms-Katholieke Kerk en het Vaticaan, omdat men patriottische bisschoppen niet alleen ongeoorloofd wijdde, maar ook in bisschoppelijke zetels benoemde en bisdommen liet opeisen. Latere publicaties over de Kerk in China spreken echter weer niet van een formeel schisma, omdat in de afgelopen decennia ook vele patriottische bisschoppen met geheime toestemming van Rome gewijd werden.
Gedurende de Culturele Revolutie in Communistisch China, kwam ook de CKPV geregeld onder druk te staan, omdat de CKPV de meeste van de weinige nog zichtbare christelijke kerken onder haar hoede had. Na afloop van de Culturele Revolutie eind jaren 70 werd de werkzaamheid van de CKPV opnieuw versterkt, evenwel nog altijd onder controle van de communisten.
Vanwege het feit, dat de CKPV geen beslissingen van het Vaticaan erkent die na het begin van de Chinese Communistische Revolutie in 1949 zijn genomen, erkent de Patriottische Vereniging van katholieken strikt gezien het dogma van Maria-Tenhemelopneming (1950) niet. Ook de verklaring van het koninginschap van Onze Lieve Vrouw door Pius XII in 1954 en de heiligverklaringen sinds 1949 (bijvoorbeeld Paus Pius X, 1954) worden (formeel) niet erkend. Ook het Tweede Vaticaans Concilie (1962-1965) wordt volgens dit "Na-1949"-principe niet erkend, ondanks het feit, dat de overige communistische regeringen in Oost-Europa en Azië wel positief tegenover deze synode stonden. De hervorming van de liturgie zoals die in 1969 onder Paulus VI tot stand kwam werd aanvankelijk niet door de CKPV geaccepteerd, zowel vanwege de isolatie als vanwege de niet-erkenning van Rome. Het nieuwe missaal van Paulus VI, de Novus Ordo Missae, werd in 1970 geweigerd, totdat ook de CKPV aan het eind van de jaren 80 de Mis in haar kerken hervormde op basis van de liturgiehervorming die in de Rooms-Katholieke Kerk vanaf ongeveer 1965 plaatshad. Toen pas verdween de voor-conciliaire Tridentijnse ritus uit de Chinese katholieke staatskerk en werd grotendeels vervangen door de eucharistieviering volgens de nieuwe ritus.
Wat betreft anticonceptie en abortus dienen de geestelijken van de CKPV geen kritiek te uiten op de wetten en decreten die de communistische regering dienaangaande uitvaardigde. Zo moet men het tweekindbeleid ondersteunen. De Heilige Stoel daarentegen veroordeelt abortus en ook het tweekindbeleid.
De katholieken die vanaf 1949 weigerden samen te werken met het communistische regime en de autoriteit van de Kerk van Rome af te zweren, organiseren zich in ondergrondse rooms-katholieke kerken, die zwaar vervolgd werden, maar rechtstreeks in eenheid met de Heilige Stoel verkeerden. De ondergrondse Kerk heeft een geschat ledenaantal van ongeveer acht miljoen, dubbel zoveel als dat van de CKPV.
Hoewel Paus Pius XII een zéér anticommunistische benadering kende en weigerde het ook slechts aan bisschoppen toe te staan de communistische regering van Peking te erkennen, kwamen onder latere pausen meer verzoenende gebaren ten opzichte van de regering in Peking en de Chinese Katholieke Patriottische Vereniging tot stand. Vooral onder Johannes Paulus II en Benedictus XVI werd en wordt toenadering gezocht met zowel Peking als de CKPV. Inmiddels zijn reeds vele bisschoppen van de CKPV door het Vaticaan erkend en heimelijk opgenomen en/of bevestigd in de volledige gemeenschap van de Rooms-Katholieke Kerk, ook al dient dit met de grootste geheimhouding te gebeuren. Openlijk blijven zij echter in de CKPV fungeren en veelal samenwerken met de Communistische Partij van de Volksrepubliek en het ministerie voor godsdienstige aangelegenheden in Peking.
In 2005 bezocht de Belgische aartsbisschop Godfried kardinaal Danneels de patriottische Kerk in China, overigens tot ongenoegen van sommige conservatieve katholieken in Europa en vervolgde ondergrondse Rome-getrouwe katholieken in China. In mei 2006 wijdde de patriottische vereniging opnieuw zonder mandaat van de Heilige Stoel enkele bisschoppen en benoemde deze in bisschoppelijke zetels verspreid over de Chinese volksrepubliek. De sacramenten van de CKPV worden door het Vaticaan erkend als geldig, maar ongeoorloofd.
De Heilige Stoel erkent formeel gezien uitsluitend de Republiek China als de legitieme vertegenwoordiger van geheel China; de Heilige Stoel erkent de Volksrepubliek niet en heeft er geen diplomatieke betrekkingen mee. Wereldwijd wordt echter een verzoening van de Volksrepubliek met de Heilige Stoel verwacht, waarbij de paus opnieuw de bisschoppen zou kunnen benoemen, echter niet tegen de wil van de Chinese overheid in. Deze regeling zou vergelijkbaar zijn met deze tussen de Kerk en het eveneens socialistische Vietnam.